# Eugen Adelsmayr
Eugen Adelsmayr (* 2. Juni 1959 in Geinberg, Österreich) ist ein österreichischer Anästhesist und Intensivmediziner, der zeitweise in den Vereinigten Arabischen Emiraten arbeitete. Internationales Aufsehen erregte 2009 ein Strafprozess in Dubai, in dem Adelsmayr wegen einer angeblich vorsätzlichen Tötung eines querschnittgelähmten pakistanischen Arbeiters zu lebenslanger Haft verurteilt wurde. Nach Auffassung westlicher Beobachter war das Verfahren rechtsfehlerhaft und verstieß gegen rechtsstaatliche Prinzipien.

## Leben
Adelsmayr wuchs in Bad Ischl auf. Nach der Matura auf dem Sportgymnasium in Saalfelden und dem Wehrdienst im Bundesheer studierte er bis 1984 in Wien Medizin. Adelsmayr erhielt 1987 die Berufsberechtigung als praktischer Arzt und wurde nach seiner 1988 am Landeskrankenhaus Bad Ischl begonnenen und an der Universität Innsbruck fortgesetzten Facharztausbildung im Februar 1992 als Facharzt für Anästhesiologie anerkannt. Er arbeitete anschließend in Innsbruck und Kitzbühel im Bereich der Anästhesie und Intensivmedizin und erlangte neben dem European Diploma in Anaesthesiology and Intensive Care 1995 im Jahr 1997 auch das European Diploma in Intensive Care Medicine.
Adelsmayr wechselte im Februar 2005, von der Klinik Innsbruck karenziert, auf eine Intensivstation der Sheikh Khalifa Medical City in Abu Dhabi, Vereinigte Arabische Emirate, und nahm nach einjähriger Oberarzttätigkeit ein Angebot des Rashid Hospitals in Dubai an, die Leitung der chirurgischen Intensivstation am dortigen Trauma Center zu übernehmen. Anfang 2009 ging Adelsmayr als Vorsitzender des Instituts für Anästhesie und Intensivmedizin an das Al-Ain Hospital in Al-Ain, Vereinigte Arabische Emirate. 
Nachdem er seit 2012 wieder in Österreich als Facharzt für Anästhesie und Intensivmedizin selbstständig gewesen war, übernahm Adelsmayr am 10. Oktober 2022 die Position des Ärztlichen Direktors des Kardinal Schwarzenberg Klinikums in Schwarzach im Pongau.
Adelsmayr ist seit Ende Januar 2012 verwitwet und hat zwei Kinder.

## Verfahren in Dubai
In das Rashid Hospital wurde am 14. Januar 2009 ein 46-jähriger pakistanischer Arbeiter mit einer Halswirbelsäulenverletzung mit Querschnittlähmung eingeliefert, der am 21. Februar 2009 starb. Adelsmayr, der bereits Mitte Januar seine Kündigung eingereicht hatte, war zu diesem Zeitpunkt seit 36 Stunden nicht mehr im Dienst. Trotzdem beschuldigten zwei arabische Ärzte, die sich zuvor von Adelsmayr im Rahmen einer Mitarbeiterbewertung unfair behandelt gefühlt hatten, ihn und einen indischen Kollegen, den Patienten durch eine zu hohe Morphindosis, unzureichende Sauerstoffgabe und die Anordnung, den Patienten nicht wiederzubeleben, vorsätzlich getötet zu haben.
Der Fall wurde 2010 an die Staatsanwaltschaft Dubai weitergeleitet. Deren Anklageschrift, in der die Todesstrafe gefordert wurde, beruhte auf der arabischen Übersetzung eines auf Englisch verfassten Gutachtens der Dubai Health Authority, wobei ein mit einem der klagenden Ärzte befreundeter ägyptischer Arzt die Untersuchungen leitete. Dieser steht im Verdacht, bei der Übersetzung ins Arabische für die von den Anwälten Adelsmayrs nachgewiesenen Manipulationen verantwortlich zu sein: Es wurde „alles Entlastende weg[gelassen]“ und neue, belastende Abschnitte wurden hinzugefügt; insgesamt fehlen 19 Seiten. Mehrere im Anschluss durchgeführte Untersuchungen, unter anderem von der österreichischen Ärztekammer, dem Higher Committee for Medical Liability (HCML) und der Dubai Health Authority ergaben, dass Adelsmayrs Handeln nicht zum Tod des pakistanischen Mannes geführt haben konnte.
Aufgrund der Anschuldigungen wurde Adelsmayr 2009 seine Ärztelizenz in Dubai und 2010 auch sein Pass entzogen. Er konnte dadurch nicht mehr aus den VAE ausreisen. Infolge diplomatischer Bemühungen des österreichischen Außenministeriums und wegen der schweren Krankheit seiner Frau durfte Adelsmayr am 28. September 2011 erstmals wieder nach Österreich zurückkehren und besuchte Dubai fortan nur noch zu Verhandlungsterminen. Aus familiären Gründen und da das Gericht fragwürdige Zeugenaussagen, das gefälschte Gutachten und weitere Unregelmäßigkeiten tolerierte und anerkannte, blieb Adelsmayr 2012 erstmals einem Verhandlungstermin fern. Am 21. Oktober 2012 erging die Verurteilung zu lebenslanger Haft in Adelsmayrs Abwesenheit, womit sie keine Rechtskraft erlangte. Der mitangeklagte indische Kollege wurde freigesprochen.
Adelsmayr lebt in Österreich und wird aufgrund eines Beschlusses des Europäischen Gerichtshofs nicht in die Vereinigten Arabischen Emirate ausgeliefert; die Mitgliedsstaaten sind dazu verpflichtet, Auslieferungsgesuche abzulehnen.